# Vùng đất linh hồn
Vùng đất linh hồn (Nhật: 千と千尋の神隠し Hepburn: Sen to Chihiro no Kamikakushi, còn có nhan đề tiếng Việt khác là Sen và Chihiro ở thế giới thần bí) là một bộ phim điện ảnh hoạt hình kỳ ảo của Nhật Bản công chiếu năm 2001, do Miyazaki Hayao làm đạo diễn kiêm phụ trách kịch bản. Tác phẩm do xưởng phim Studio Ghibli sản xuất cho Tokuma Shoten, Nippon Television Network, Dentsu, Buena Vista Home Entertainment, Tohokushinsha Film và Mitsubishi. Bên cạnh đó công ty Toho là đơn vị chịu trách nhiệm phát hành phim. Phim có sự diễn xuất lồng tiếng của Hiiragi Rumi, Irino Miyu, Natsuki Mari, Naito Takeshi, Sawaguchi Yasuko, Kamijō Tsunehiko, Ono Takehiko và Sugawara Bunta. Nội dung phim xoay quanh cô bé 10 tuổi Ogino Chihiro (Hiiragi) khi chuyển đến nhà mới thì bị lạc vào thế giới linh hồn của tín ngưỡng dân gian Thần đạo Nhật Bản. Sau khi cha mẹ mình bị phù thủy Yubaba (Natsuki) biến thành heo, Chihiro buộc phải làm việc tại nhà tắm công cộng của Yubaba để tìm cách giải thoát cho cha mẹ và bản thân, đưa họ trở về với thế giới loài người.
Miyazaki viết kịch bản phim sau khi quyết định lấy cảm hứng từ đứa con gái 10 tuổi của một người bạn là trợ lý sản xuất Okuda Seiji (Seiji thường đến thăm ông mỗi dịp hè). Cùng lúc đó, Miyazaki đang phát triển hai dự án khác, nhưng cả hai đều bị hủy bỏ. Với kinh phí 15 – 19 triệu đô la Mỹ, Vùng đất linh hồn bắt đầu đi vào sản xuất vào năm 2000. Trong quá trình sản xuất, ông nhận ra thời lượng phim dài hơn ba tiếng nên đã cắt bỏ một số phần ra khỏi kịch bản gốc. Walt Disney Pictures là đơn vị phát hành phim tại thị trường Bắc Mỹ với John Lasseter giám sát quá trình lồng tiếng Anh cho bộ phim. 
Vùng đất linh hồn ra rạp tại Nhật Bản vào ngày 20 tháng 7 năm 2001. Tác phẩm gặt thành công lớn cả về mặt thương mại lẫn phê bình, thu được 395,6 triệu đô la Mỹ tại thị trường phòng vé toàn cầu. Ngoài ra, đây là bộ phim có doanh thu cao nhất trong lịch sử điện ảnh Nhật Bản, với tổng cộng 305 triệu đô la Mỹ (31,68 tỷ yên). Bộ phim nắm giữ kỷ lục này trong 19 năm, để rồi bị Thanh gươm diệt quỷ: Chuyến tàu vô tận xô đổ vào năm 2019. Tại Việt Nam, vào năm 2011, phim lần đầu được trình chiếu trong khuôn khổ Liên hoan phim hoạt hình Nhật Bản tại Hà Nội, với nhan đề Sen và Chihiro ở thế giới thần bí. Đầu năm 2025, phim tái chiếu tại các cụm rạp của CGV ở khắp Việt Nam với nhan đề Vùng đất linh hồn.
Tác phẩm đã giành chiến thắng giải Oscar cho phim hoạt hình hay nhất tại lễ trao giải lần thứ 75, qua đó trở thành phim điện ảnh hoạt hình vẽ bằng tay và có ngôn ngữ không phải tiếng Anh đầu tiên (và duy nhất cho đến nay) đạt danh hiệu này. Phim còn đoạt giải Gấu Vàng tại Liên hoan phim quốc tế Berlin năm 2002 (đồng giải với phim Bloody Sunday). Vùng đất linh hồn thường được xem là một trong những tác phẩm điện ảnh hay nhất mọi thời đại và có mặt trong nhiều danh sách "phim hay nhất", ví dụ như vị trí thứ tư trong số các bộ phim điện ảnh hay nhất thế kỷ 21 của BBC.

## Cốt truyện
Chihiro Ogino là một cô bé 10 tuổi, đang cùng gia đình chuyển đến nhà mới thì cha cô rẽ nhầm một con đường lạ. Họ vô tình bước vào một thế giới ma thuật mà cha của Chihiro kiên quyết khám phá. Khi cha mẹ của Chihiro ăn tại một nhà hàng không người, cô tìm thấy một nhà tắm công cộng tráng lệ. Cô gặp một chàng trai trẻ, Haku, người khuyên cô mau trở lại con sông trước khi trời tối. Dù vậy, Chihiro phát hiện ra đã quá trễ, cha mẹ cô đã bị biến thành heo và cô không thể vượt qua con sông khi thủy triều đang dâng cao, khiến cô bị mắc kẹt trong thế giới linh hồn.
Sau khi gặp lại Chihiro, Haku tìm cho cô một công việc từ Kamaji, một người đàn ông làm việc tại nhà tắm công cộng. Kamaji và một nhân viên tên Rin dắt Chihiro đến phù thủy Yubaba, người cai quản nhà tắm. Yubaba cho cô một công việc và đặt cho cô một cái tên mới: Sen (千). Lúc đến thăm cha mẹ mình tại chuồng heo, Haku tìm lại một tấm thiệp chia tay gửi đến Chihiro và nhận ra cô đã quên mất tên thật của mình. Haku cho cô bé biết rằng Yubaba điều khiển người giúp việc bằng cách lấy đi tên thật của họ và cô sẽ bị mắc kẹt lại thế giới linh hồn nếu không nhớ được tên của mình. Trong lúc làm việc, Sen mời một sinh vật luôn im lặng đeo mặt nạ có tên là Vô Diện vào trong nhà tắm công cộng, tin rằng đó là một khách hàng. Một "linh hồn hôi thối" bất ngờ đến và là khách hàng đầu tiên của Sen. Cô bé nhận ra đây là vị thần của một con sông bị ô nhiễm. Để nhớ ơn người làm ông ta sạch sẽ, vị thần tặng cho cô một chiếc bánh bao thảo mộc thần kỳ. Trong lúc đó, Vô Diện dụ dỗ một nhân viên bằng vàng và nuốt chửng anh ta. Vô Diện đòi phục vụ thức ăn và trả tiền rất hậu hĩnh. Khi mọi người kéo đến mong chờ trả tiền, Vô Diện nuốt thêm hai nhân viên tham lam nữa.
Lúc đó tại phòng mình, Sen phát hiện ra những người giấy đang tấn công một con rồng và nhận ra đó chính là Haku biến hình. Khi Haku bị thương bay lên phòng Yubaba, Sen cũng tìm cách lên đó bằng cầu thang bên ngoài. Khi tìm thấy Haku, một người giấy dính vào lưng cô bé biến hình ra thành Zeniba, chị gái sinh đôi của Yubaba. Bà biến con trai của Yubaba là Boh thành một con chuột bạch, biến con chim của Yubaba thành một con ruồi nhỏ còn ba tay sai của Yubaba thành cậu bé con trai bà ta. Zeniba cho Sen hay rằng Haku đã ăn trộm chiếc ấn vàng của bà ta và cảnh cáo Sen rằng nó mang một lời nguyền chết chóc. Haku và Sen (cùng Boh trên lưng) bị rơi xuống phòng đun nước. Ở đó cô cho anh ăn một miếng bánh bao, giúp anh nôn được cả cái ấn và một con sên đen bị Sen dẫm nát.
Trong khi Haku còn bất tỉnh, Sen quyết định mang chiếc ấn trở lại trả cho Zeniba và xin lỗi thay Haku. Trước khi rời nhà tắm, Sen phải xử lý Vô Diện vì Yubaba cho rằng cô đã dẫn gã vào. Cô cho gã ăn phần còn lại của chiếc bánh bao. Vô Diện vừa đuổi theo Sen vừa nôn ra những gì hắn ăn và trở lại hình dạng ban đầu. Sen cùng Boh, con ruồi và Vô Diện lên đường đến gặp Zeniba. Ở nhà tắm lúc này, Yubaba phát hiện ra Boh mất tích vì Boh giả mạo đã trở lại hình dạng ba tên giúp việc. Haku hứa rằng sẽ mang Boh trở về với Yubaba, để đổi lại bà ta phải trả tự do cho Sen và cha mẹ cô.
Sen, Vô Diện, Boh và chú ruồi cùng đến nhà Zeniba. Zeniba, giờ đây là một "bà cụ" nhân từ, tiết lộ rằng tình yêu của Sen và Haku sẽ hóa giải lời nguyền của cô và Yubaba đã dùng con sên đen để kiểm soát anh ta. Haku trong hình hài con rồng đến nhà Zeniba, đưa Sen và Boh trở về nhà tắm. Vô Diện đồng ý ở lại nhà Zeniba, làm người giúp việc cho bà. Trên đường về, Sen nhớ rằng hồi bé mình bị ngã xuống sông Kohaku nhưng được sóng đánh lên bờ an toàn. Sau khi Sen đoán chính xác rằng Haku chính là thần sông Kohaku (và phát hiện ra tên thật của anh), Haku đã thoát khỏi sự điều khiển của Yubaba. Khi họ quay trở về nhà tắm, Yubaba bảo Sen phải tìm được cha mẹ mình trong một đàn heo thì mới có thể hóa giải lời nguyền cho họ. Sen đoán chính xác rằng không có con heo nào trong đó là cha mẹ, giúp cả gia đình giải thoát khỏi lời nguyền của Yubaba. Haku dắt cô trở lại cánh cổng của thế giới linh hồn và hứa sẽ gặp lại cô trong tương lai. Chihiro đoàn tụ với cha mẹ, những người trở lại hình hài cũ và không nhớ điều gì đã xảy ra. Họ trở lại chiếc xe phủ đầy lá và bụi sau nhiều ngày trôi qua và đi đến ngôi nhà mới.

## Nhân vật và diễn viên
| Tên nhân vật                         | Diễn viên lồng tiếng bản tiếng Nhật | Diễn viên lồng tiếng bản tiếng Anh |
| ------------------------------------ | ----------------------------------- | ---------------------------------- |
| Ogino Chihiro (荻野 千尋) / Sen (千) | Rumi Hiiragi                        | Daveigh Chase                      |
| Haku (ハク)                          | Miyu Irino                          | Jason Marsden                      |
| Yubaba (湯婆婆)                      | Mari Natsuki                        | Suzanne Pleshette                  |
| Zeniba (銭婆)                        | Mari Natsuki                        | Suzanne Pleshette                  |
| Kamaji (釜爺 Kamajī)                 | Bunta Sugawara                      | David Ogden Stiers                 |
| Lin (リン Rin)                       | Yoomi Tamai                         | Susan Egan                         |
| Chichiyaku (父役)                    | Tsunehiko Kamijō                    | Paul Eiding                        |
| Aniyaku (兄役)                       | Takehiko Ono                        | John Ratzenberger                  |
| Vô Diện (顔無し Kaonashi)            | Akio Nakamura                       | Bob Bergen                         |
| Aogaeru (青蛙)                       | Tatsuya Gashūin                     | Bob Bergen                         |
| Bandai-gaeru (番台蛙)                | Yō Ōizumi                           | Rodger Bumpass                     |
| Boh (坊 Bō)                          | Ryūnosuke Kamiki                    | Tara Strong                        |
| Akio Ogino (荻野 明夫 Ogino Akio)    | Takashi Naitō                       | Michael Chiklis                    |
| Yūko Ogino (荻野 悠子 Ogino Yūko)    | Yasuko Sawaguchi                    | Lauren Holly                       |
| River Spirit (河の神 Kawa no kami)   | Koba Hayashi                        | Jim Ward                           |
| Radish Spirit (お白様 Oshira-sama)   | Ken Yasuda                          | Jack Angel                         |

### Nhân vật chính
- Ogino Chihiro (荻野 千尋) / Sen (千)

Một cô bé 10 tuổi, nhân vật chính của anime Vùng đất linh hồn. Chihiro là một đứa trẻ thụ động, nhút nhát và hậu đậu. Cô bé hầu như sợ hãi mọi thứ, chẳng dám đối đầu nguy hiểm hay nói lên ý kiến của bản thân. Chính Yubaba đã đổi tên Chihiro thành Sen nhằm mục đích để cô bé quên mất tên thật và không thể trở về thế giới con người. Nhờ có Haku lấy lại bộ quần áo cũ cho cô (thứ mà cô bắt buộc phải có nếu muốn trở về thế giới loài người), cô mới tìm được tấm thiệp chia tay của các bạn trong túi quần và nhớ ra tên thật của mình. Cái tên Sen là chữ đầu tiên của "Chihiro" trong tiếng Nhật, có nghĩa là một nghìn (1000). Khi được nhận vào nhà tắm công cộng của Yubaba với cái tên mới, Chihiro bị mọi người ghét bỏ, kì thị bởi cô là con người. Dần dần, nhờ lòng nhiệt tình, nhân hậu, Chihiro đã hoàn thành nhiều thử thách khó khăn do Yubaba đặt ra để hành hạ cô bé và có được những người bạn tốt như chị Rin, ông Kamajii sáu tay. Người trợ giúp Chihiro nhiều nhất là cậu pháp sư trẻ tuổi Haku.
- Haku (ハク) / Nigihayami Kohaku Nushi (ニギハヤミコハクヌシ)

Pháp sư làm việc cho Yubaba, hình dạng khác của cậu là một con rồng trắng. Cũng như Chihiro, Haku đã bị Yubaba xóa mất tên thật từ lâu, tuy nhiên cậu bé lại nhớ được tên của Chihiro. Haku thường xuyên bị các nhân viên nhà tắm xa lánh vì họ nghĩ cậu bé là tay sai cho Yubaba. Cậu là người đầu tiên Chihiro gặp ở thế giới linh hồn, cũng là người bạn thân thiết nhất của cô bé. Haku luôn mặc bộ đồ trắng vì nghĩa tiếng Hán của cái tên "Haku" nghĩa là màu trắng. Cậu là người rất dũng cảm, chững chạc với khuôn mặt đẹp thanh tú nhưng vẫn phảng phất nét nam tính. Đôi mắt xanh lá cây sắc bén càng khiến cho khuôn mặt Haku ấn tượng hơn. Để che mắt Yubaba, bề ngoài Haku luôn tỏ ra lạnh nhạt với Chihiro. Lúc không có ai theo dõi, cậu lại đối xử rất tốt bụng, ân cần và dịu dàng với cô bé. Thực ra Haku đã biết Chihiro từ khi cô còn rất nhỏ, bởi cậu đã cứu mạng cô khi cô bị ngã xuống sông Kohaku. Haku chính là vị thần cai quản dòng sông nhỏ đó, có tên thật là Nigihayami Kohaku Nushi (ニギハヤミコハクヌシ). Sông Kohaku bị con người lấp đi để xây nhà nên Haku không còn chỗ ở, cậu lang thang đến vùng đất linh hồn và được Yubaba thu nhận làm người học việc. Ở cuối phim, Chihiro đã giúp Haku nhớ lại được tên thật của mình, xóa bỏ lời nguyền của Yubaba ám lên cậu. Khi cô bé tạm biệt cậu để trở về thế giới loài người, Haku hứa rằng họ sẽ gặp lại nhau, cậu cũng nói sẽ không làm người học việc của Yubaba nữa.
- Yubaba (湯婆婆)

Bà phù thủy gian tham và độc ác cai trị vùng đất linh hồn. Trên tay bà ta lúc nào cũng đeo đầy ngọc ngà châu báu. Yubaba kinh doanh nhà tắm công cộng - nơi những quỷ thần tới để thư giãn mỗi ngày. Mới đầu, bà không hề muốn nhận Chihiro vào làm việc nhưng quy tắc bất di bất dịch của bà là "giao công việc cho bất kì ai hỏi xin" nên Yubaba đành thu nhận Chihiro. Là người vô cùng thực dụng, bà ta chỉ xem Haku như một công cụ để thực hiện việc mờ ám, khi cậu không còn tác dụng thì vứt bỏ. Yubaba thống trị nơi đây bằng cách lấy đi tên thật của một người khiến người ấy không thể nhớ được tên của chính mình và phải phục tùng mọi mệnh lệnh của bà ta. Dù xấu xa là vậy, Yubaba lại rất thương yêu, cưng chiều cậu con trai khổng lồ Boh của mình.
- Vô Diện (カオナシ  Kaonashi) (No Face)

Con ma kì lạ không có gương mặt sinh sống ở vùng đất linh hồn. Vô Diện hay đeo mặt nạ vong hồn (gần giống mặt nạ kịch Noh của Nhật Bản) và có khả năng tàng hình. Hắn rất thích Chihiro vì cô bé là người đầu tiên đối xử tốt với hắn. Vô Diện sống nhờ vào lòng tham của con người, hắn dùng vàng bạc giả mua chuộc các nhân viên trong nhà tắm của Yubaba để bắt họ phục vụ đồ ăn cho hắn. Khi Vô Diện ăn hết thức ăn, hắn quay sang ăn một vài nhân viên nhà tắm và gây nên náo loạn cho mọi người. Điều duy nhất cảm hóa Vô Diện là một tâm hồn trong sáng, không bị vấy bẩn vì lòng tham, giống như tâm hồn cô bé Chihiro vậy. Sau khi ăn phải mẩu bánh thuốc của Chihiro (do thần Sông tặng), Vô Diện đã nôn ra tất cả những gì hắn đã ăn, kể cả ba nhân viên nhà tắm mà hắn đã nuốt và giận dữ đuổi theo Chihiro. Chihiro đã dụ được Vô Diện đuổi theo mình ra biển, xa khỏi phạm vi nhà tắm, nơi mà hắn trở lại tính cách thực của mình: chậm rãi, từ tốn và hiền lành. Cuối cùng, Vô Diện trở thành người giúp việc cho phù thủy Zeniba, người chị song sinh của Yubaba.

### Nhân vật phụ
- Rin (リン  Rin)

Cô gái phục vụ nhà tắm, là đàn chị của Chihiro. Rin bình thường khá đanh đá và ăn nói thô lỗ, nhưng cô lại rất yêu quý và chăm sóc Chihiro như một người em ruột. Khi dẫn Chihiro đến xin việc tại phòng của Yubaba, Rin đã che chở cho cô bé khỏi bị lộ trước các quản đốc công của nhà tắm. Khi Vô Diện đi theo Chihiro, cô đã cảnh báo hắn: "Vô Diện, nếu ngươi đụng đến con bé, ngươi sẽ biết tay ta!". Rin có một ước mơ là rời khỏi nhà tắm của Yubaba và sống ở một nơi khác tốt đẹp hơn. Qua hình dáng (so với những nhân viên nữ khác trong nhà tắm) thì rất có khả năng trước đây Rin từng là một con người nhưng vì phải chịu lời nguyền của Yubaba mà cô phải làm việc ở nơi đây.
- Oiji Kamajii

Ông lão sáu tay làm công việc đun và pha chế thảo dược nước trong nhà tắm hơi, người ta đặt cho ông biệt danh Nô lệ của những cái nồi đun nước. Thoạt nhìn ông Kamaji có vẻ đáng sợ, xa cách, tuy nhiên tính cách của ông lại không như thế. Thực ra ông Kamaji là người hiền lành, tốt tính, giúp đỡ Chihiro nhiều lần kể từ ngày đầu tiên cô bị lạc vào vùng đất linh hồn. Khi Chihiro mong muốn đến chỗ Zeniba để trả con dấu vàng, Kamaji đã dành cho cô bé những tấm vé tàu mà ông đã để dành suốt 40 năm qua.
- Zeniba (銭婆)

Là chị sinh đôi của Yubaba. Zeniba xuất hiện khá muộn trong Vùng đất linh hồn, khoảng sau nửa bộ phim. Mới đầu ai cũng có thể tưởng nhầm bà ta độc ác hệt như Yubaba khi buộc Chihiro giao nộp Haku, tuy vậy sau đó nhân vật Zeniba dần cho thấy con người thật của mình là một lão bà hiền lành, đáng mến (sau này bà còn gọi Chihiro là "cháu yêu"). Bà sống rất xa em gái, ở cánh rừng nơi trạm dừng tàu số sáu, có tên Đáy Đầm lầy. Khi Chihiro thay mặt Haku đến trả con dấu ấn vàng cho bà mà Haku đã đánh cắp theo lệnh từ Yubaba, Zeniba đã đối xử với cô bé và các bạn của cô rất tốt. Bà tặng cô một sợi dây buộc tóc được làm từ những sợi chỉ do chim Yu và Boh (trong hình dạng chuột) tạo ra. Bà bảo rằng vật đó sẽ bảo vệ Chihiro. Cuối phim, Zeniba đã thu nhận và giữ Vô Diện làm người giúp việc cho mình.
- Boh (坊 Bō)

Con trai duy nhất của Yubaba. Vì được mẹ quá cưng chiều nên cậu nhóc này luôn tỏ ra nhõng nhẽo, ích kỉ và có phần ỷ lại. Vì Boh có một ngoại hình "khổng lồ" hơn cả bà mẹ Yubaba nên cậu chẳng thể nào đứng dậy mà chỉ có thể bò loanh quanh trong căn phòng của mình. Sau này, Boh bị Zeniba biến thành một con chuột. Và trải qua một chuyến đi thú vị với Chihiro đến nhà Zeniba, cậu bé đã biết tự đứng trên đôi chân chính mình và đã biết quan tâm đến người khác hơn. Ở cuối phim, khi Yubaba định trở mặt, không cho Chihiro quay về thế giới con người với gia đình, Boh đã lên tiếng thuyết phục Yubaba để thả cô bé.
- Chim Yu (湯バード)

Có hình dạng của một con quạ, nhưng lại có cái đầu của Yubaba. Chuyên làm kẻ do thám cho Yubaba. Trong một lần tấn công Chihiro, nó đã bị Zeniba biến thành một con chim nhỏ xíu màu đen có kiểu bay vo ve như con ruồi. Kể từ đó, nó trở thành một người bạn của Chihiro và đi theo cô bé, bắt đầu cuộc hành trình cùng với chuột Boh và Vô Diện đi theo Chihiro tới nơi ở của Zeniba ở Đáy Đầm Lầy để trả lại chiếc ấn vàng mà Haku đã ăn cắp của Zeniba, và xin hóa giải phép thuật của Zeniba đã ếm lên nó và chuột Boh. Nó thường gắp theo chuột Boh và bay theo Chihiro. Cuối phim nó gật đầu đồng tình với đề nghị của Boh yêu cầu Yubaba thả Chihiro và cha mẹ cô về thế giới con người. Tuy nhiên, khi kết thúc phim thì nhân vật này vẫn chưa trở lại hình dáng cũ.

## Sản xuất

### Phát triển và cảm hứng
Vào mỗi dịp hè, Miyazaki Hayao dùng quãng thời gian nghỉ ngơi của mình tại một cabin trên núi cùng gia đình và 5 cháu gái là bạn với gia đình mình. Ý tưởng cho Vùng đất linh hồn đến khi ông quyết định sẽ làm một bộ phim cho những người bạn này. Miyazaki trước đó đã đạo diễn cho nhiều phim như Hàng xóm của tôi là Totoro và Dịch vụ giao hàng của phù thủy Kiki, những phim dành cho đối tượng là trẻ em và các bạn tuổi teen, nhưng ông chưa từng làm một bộ phim nào dành cho những cô bé 10 tuổi. Để tìm cảm hứng, ông đọc các tạp chí shōjo manga như Nakayoshi và Ribon mà các cháu gái để lại trong cabin, nhưng ông cảm thấy chúng chỉ đề cập đến chủ đề "phải lòng" và lãng mạn. Khi nhìn vào những người bạn trẻ của mình, Miyazaki nghĩ rằng đây không phải là thứ "giúp sinh ra lòng nhân ái trong những trái tim". Thay vào đó, ông quyết định làm bộ phim nói về một nữ nhân vật chính mà họ, những cháu gái bạn của gia đình ông, có thể noi gương.

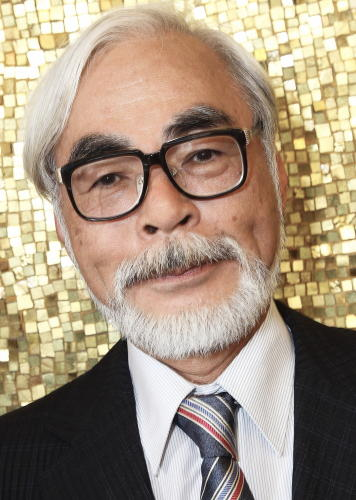
Tác giả và đạo diễn Miyazaki Hayao đã dùng những tạp chí shōjo manga để lấy cảm hứng đạo diễn cho phim Vùng đất linh hồn.

Miyazaki đã có ý định làm phim mới trong một thời gian dài. Ông đã viết kịch bản cho 2 dự án riêng của mình. nhưng cả hai đề xuất này đều bị từ chối. Đề xuất đầu tiên dựa theo một quyển sách của Nhật là Kirino Mukouno Fushigina Machi, và đề xuất thứ 2 nói về một nữ nhân vật chính tuổi teen. Dự án thứ ba của Miyazaki, sau này có tên là Vùng đất linh hồn, là thành công hơn cả. Cả ba câu chuyện đều xoay quanh một nhà tắm công cộng dựa theo các nhà tắm công cộng tại quê nhà của Miyazaki. Miyazaki từng nghĩ rằng nhà tắm công cộng là một nơi bí ẩn, và ở đó có một cánh cửa sổ nằm cạnh các bồn tắm. Miyazaki bị cuốn hút bởi suy nghĩ về những thứ đằng sau cánh cửa đó, và ông đã viết nhiều câu chuyện về nó; một trong số chúng trở thành ý tưởng cho nhà tắm công cộng trong Vùng đất linh hồn.
Khâu sản xuất phim bắt đầu tiến hành vào năm 2000 với kinh phí là 1,9 tỷ yên (15 triệu USD). Disney đã chi 10% giá quyền đặt trước của bộ phim khi phân phối tại Mỹ. Từ sau Công chúa Mononoke, Miyazaki và các cộng sự đã có nhiều kinh nghiệm với quá trình dựng phim bằng máy tính. Họ đã tự trang bị thêm nhiều máy tính và các phần mềm hỗ trợ như Softimage, đội ngũ sản xuất của Ghibli đã bắt đầu học cách sử dụng các phần mềm này nhưng cố gắng dùng chúng như một công cụ để làm nổi bật lên cốt truyện chứ không "lạm dụng" chúng. Mỗi nhân vật hầu hết đều được vẽ bằng tay, cùng với sự giúp đỡ của Miyazaki để đảm bảo rằng các họa sĩ hiểu được ý tưởng của ông. Khó khăn lớn nhất trong quá trình làm phim là việc cắt bớt độ dài của nó. Khi quá trình trình sản xuất bắt đầu, Miyazaki nhận ra rằng bộ phim sẽ kéo dài hơn 3 tiếng nếu ông làm nó dựa theo cốt truyện hiện tại của ông. Ông đã phải cắt bỏ nhiều đoạn trong cốt truyện của mình, đồng thời giảm thiểu tối đa hiệu ứng "mắt long lanh" trong phim vì ông muốn bộ phim phải thật đơn giản. Miyazaki không muốn làm nhân vật chính là một cô bé xinh đẹp. Ban đầu ông bị thất vọng bởi cô bé trông "ngốc nghếch" và nghĩ rằng: "Cô bé không hề dễ thương. Liệu chúng ta có thể làm gì cho cô bé?". Tuy nhiên, đến cuối phim, ông cảm thấy yên lòng khi cảm thấy rằng "Cô bé sẽ trở thành một phụ nữ duyên dáng".
Miyazaki thiết kế các căn nhà trong thế giới linh hồn dựa theo kiến trúc của Bảo tàng kiến trúc không gian mở Edo-Tokyo tại Koganei, Tokyo, Nhật. Ông thường xuyên ghé thăm bảo tàng này để lấy ý tưởng trong suốt quá trình làm phim. Miyazaki luôn bị cuốn hút bởi phong cách Pseudo-Tây phương của kiến trúc thời Minh Trị tại đây. Bảo tàng này khiến Miyazaki hoài cổ, "nhất là khi tồi đứng đây một mình lúc hoàng hôn, gần giờ đóng cửa, và mặt trời đang dần khuất bóng – những giọt nước mắt dần thấm đẫm đôi mắt tôi." Một nguồn cảm hứng lớn khác nữa là Notoyaryokan, một Ryokan tọa lạc tại Yamagata, nổi tiếng nhờ lối kiến trúc và những đồ nội thất trang trí tuyệt đẹp. Trong khi một số sách hướng dẫn và bài viết cho rằng thị trấn vàng cổ Cửu Phần ở Đài Loan đóng vai trò làm mẫu cảm hứng cho phim thì Miyazaki phủ nhận điều này. Dōgo Onsen thường được coi là nguồn cảm hứng chính cho onsen/nhà tắm trong Vùng đất linh hồn.

### Nhạc phim

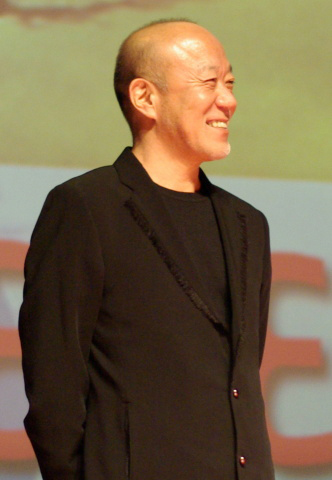
Hisaishi Joe – cộng tác viên lâu năm của Miyazaki là tác giả phần nhạc nền trong phim.

Phần nhạc nền phim do Hisaishi Joe – cộng tác viên lâu năm của Miyazaki sáng tác và xướng nhạc, đồng thời do dàn nhạc giao hưởng New Japan Philharmonic trình bày. Nhạc nền của Hisaishi đã gặt hái các danh hiệu tại lễ trao giải cuộc thi điện ảnh Mainichi lần thứ 56 cho âm nhạc hay nhất, giải âm nhạc hay nhất ở hạng mục phim điện ảnh chiếu rạp tại hội chợ thương mại anime Tokyo International Anime Fair năm 2001 và hạng mục Album nhạc hoạt hình của năm tại lễ trao giải Đĩa vàng Nhật Bản lần thứ 17. Sau đó, Hisaishi đã bổ sung ca từ cho "Day of the River" và đặt tên cho phiên bản mới này là "The Name of Life" (いのちの名前 "Inochi no Namae") do Hirahara Ayaka trình bày.
Ca khúc kết phim có tựa "Always With Me" (いつも何度でも Itsumo Nando demo,  Nghĩa đen: Luôn luôn, dù có bao nhiêu lần) do Kimura Youmi – một nhà soạn nhạc và nghệ sĩ chơi đàn lia đến từ Osaka – sáng tác và trình bày. Phần lời được viết bởi một người bạn của Kimura là Wakako Kaku. Ca khúc này vốn dự định được sử dụng trong Rin the Chimney Painter (煙突描きのリン Entotsu-kaki no Rin), một bộ phim khác của Miyazaki nhưng chưa bao giờ được phát hành. Trong một phụ chương đặc biệt trong DVD, Miyazaki Hayao giải thích bài hát này thực tế đã gợi cảm hứng cho ông như thế nào để sáng tạo ra Vùng đất linh hồn. Riêng ca khúc đã giành được chứng nhận đĩa vàng tại lễ trao giải đĩa nhạc Nhật Bản lần thứ 43. Bên cạnh album nhạc nền phim, còn có một image album có tựa là Spirited Away Image Album (千と千尋の神隠し　イメージアルバム Sen to Chihiro no Kamikakushi Imēji Arubamu) (album mà các bản nhạc phim được trình bày bởi chính các nhật vật -các diễn viên lồng tiếng cho nhân vật đó), bao gồm 10 bản nhạc.
| Album nhạc nền phim Vùng đất linh hồn | Album nhạc nền phim Vùng đất linh hồn |
| --- | --- |
| 1. One Summer's Day (あの夏へ Ano Natsu e) (Hisaishi Joe (久石譲)) – 3:09 2. A Road to Somewhere (とおり道 Toori Michi) – 2:07 3. The Empty Restaurant (誰もいない料理店 Dare mo Inai Ryōriten) (Hisaishi Joe) – 3:15 4. Nighttime Coming (夜来る Yoru Kuru) (Hisaishi Joe) – 2:00 5. The Dragon Boy (竜の少年 Ryū no Shōnen) (Hisaishi Joe) – 2:12 6. Sootballs (ボイラー虫 Boirā Mushi) (Hisaishi Joe) – 2:33 7. Procession of the Spirits (神さま達 Kamisama-tachi) (Hisaishi Joe) – 3:00 8. Yubaba (湯婆婆) (Hisaishi Joe) – 3:30 9. Bathhouse Morning (湯屋の朝 Yuya no Asa) (Hisaishi Joe) – 2:02 10. Day of the River (あの日の川 Ano Hi no Kawa) (Hisaishi Joe) – 3:13 11. It's Hard Work (仕事はつらいぜ Shigoto wa Tsuraize) (Hisaishi Joe) – 2:26 12. The Stink Spirit (おクサレ神 Okusaregami) (Hisaishi Joe) – 4:01 13. Sen's Courage (千の勇気 Sen no Yūki) (Hisaishi Joe) – 2:45 14. The Bottomless Pit (底なし穴 Sokonashi Ana) (Hisaishi Joe) – 1:18 15. Kaonashi (No Face) (カオナシ Kaonashi) (Hisaishi Joe) – 3:47 16. The Sixth Station (6番目の駅 Roku Banme no Eki) (Hisaishi Joe) – 3:38 17. Yubaba's Panic (湯婆婆狂乱 Yubaba Kyōran) (Hisaishi Joe) – 1:38 18. The House at Swamp Bottom (沼の底の家 Numa no Soko no Ie) (Hisaishi Joe) – 1:29 19. Reprise (ふたたび Futatabi) (Hisaishi Joe) – 4:53 20. The Return (帰る日 Kaeru Hi) (Hisaishi Joe) – 3:20 21. Always With Me (いつも何度でも Itsumo Nando demo) (Kimura Youmi (木村弓)) – 3:35 | Spirited Away Album soundtrack của Hisaishi Joe Phát hành 18 tháng 7 năm 2001 Hãng đĩa Studio Ghibli Records Đánh giá chuyên môn All Music Guide link |
| Spirited Away | |
| | |
| Album soundtrack của Hisaishi Joe | |
| Phát hành | 18 tháng 7 năm 2001 |
| Hãng đĩa | Studio Ghibli Records |
| Đánh giá chuyên môn | |
| - All Music Guide link | |

| Các bản nhạc trong Image album | Các bản nhạc trong Image album |
| --- | --- |
| 1. Ano Hi no Kawa e (あの日の川へ lit. To that Days' River) – Umi (3:54) 2. Yoru ga Kuru (夜が来る lit. Night is Coming) – Hisaishi Joe (4:25) 3. Kamigami-sama (神々さま lit. Gods) – Otaka Shizuru (3:55) 4. Yuya (油屋 lit. Bathhouse) – Kamijō Tsunehiko (3:56) 5. Fushigi no Kuni no Jyūnin (不思議の国の住人 lit. The People in Wonderland) – Hisaishi Joe (3:20) 6. Samishii samishii (さみしいさみしい lit. Lonely lonely) – Kamayatsu Monsieur (3:41) 7. Solitude (ソリチュード Sorichūdo) – Suzuki Rieko và Kondo Hiroshi (3:49) 8. Umi (海 lit. The Sea) – Hisaishi Joe (3:22) 9. Shiroi Ryū (白い竜 lit. White Dragon) – Rikki (3:33) 10. Chihiro no Waltz (千尋のワルツ Chihiro no Warutsu, Chihiro's Waltz) – Hisaishi Joe (3:20) | Image album Album soundtrack của nhiều nghệ sĩ Phát hành 4 tháng 4 năm 2001 Hãng đĩa Studio Ghibli Records Đánh giá chuyên môn Amazon.com music link |
| Image album | |
| | |
| Album soundtrack của nhiều nghệ sĩ | |
| Phát hành | 4 tháng 4 năm 2001 |
| Hãng đĩa | Studio Ghibli Records |
| Đánh giá chuyên môn | |
| - Amazon.com music link | |

### Bản chuyển thể tiếng Anh

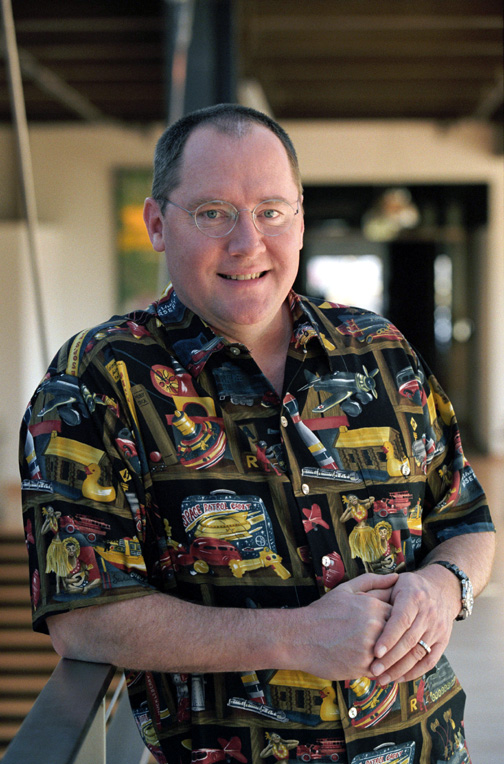
John Lasseter – họa sĩ diễn hoạt của xưởng phim Pixar giữ vai trò giám đốc sản xuất bản chuyển thể tiếng Anh của phim.

Hãng Walt Disney Pictures là đơn vị cuối cùng giành được quyền lồng tiếng cho bản chuyển thể tiếng Anh cho Vùng đất linh hồn, dưới sự giám sát của họa sĩ diễn hoạt xưởng phim Pixar là John Lasseter. Vốn là một người hâm mộ của Miyazaki, Lasseter sẽ cùng đội ngũ của mình ngồi lại và xem tác phẩm của Miyazaki mỗi khi gặp phải vấn đề trong cốt truyện. Thực tế thì lần đầu tiên mà Vùng đất linh hồn chiếu trên đất Mỹ diễn ra tại một phòng chiếu của Pixar. Sau khi thưởng thức bộ phim Lasseter đã bị mê hoặc đến mức ông liền đem chiếu tác phẩm tại Liên hoan phim quốc tế San Francisco (nơi phim giành giải thưởng của ban giám khảo). Sau khi nghe phản ứng của ông với bộ phim, người của hãng Disney đã hỏi Lasseter rằng liệu ông có hứng thú với việc cố gắng đem Vùng đất linh hồn đến với khán giả Mỹ hay không. Lasseter đã gật đầu đồng ý làm giám đốc sản xuất của bản chuyển thể tiếng Anh. Ngay sau đó, một vài người khác cũng gia nhập vào dự án: Kirk Wise (đồng đạo diễn Người đẹp và quái vật) và Donald W. Ernst (nhà đồng sản xuất Aladdin) lần lượt đảm nhận các vai trò đạo diễn và nhà sản xuất của Vùng đất linh hồn. Trong khi đó Cindy Davis Hewitt và Donald H. Hewitt là những người viết thoại phim bằng tiếng Anh sao cho trùng với khẩu hình tiếng Nhật.
Dàn diễn viên lồng tiếng của phim gồm có Daveigh Chase, Jason Marsden, Susan Egan, David Ogden Stiers và John Ratzenberger. Quá trình quảng bá cho phim bị hạn chế và Vùng đất linh hồn chỉ xuất hiện duy nhất trên một cuộn nhỏ trong trang phim trên website chính thức của Disney. Thậm chí Disney từng đẩy Vùng đất linh hồn khỏi website chính thức của họ và dành cho bộ phim một khoản kinh phí quảng bá tương đối nhỏ. Marc Hairston kết luận rằng đây là một phản ứng hợp lý trước hành động nắm giữ nhượng quyền của Ghibli đối với bộ phim và các nhân vật – điều này làm hạn chế khả năng tiếp thị bộ phim đúng luật của Disney.

## Chủ đề và phân tích

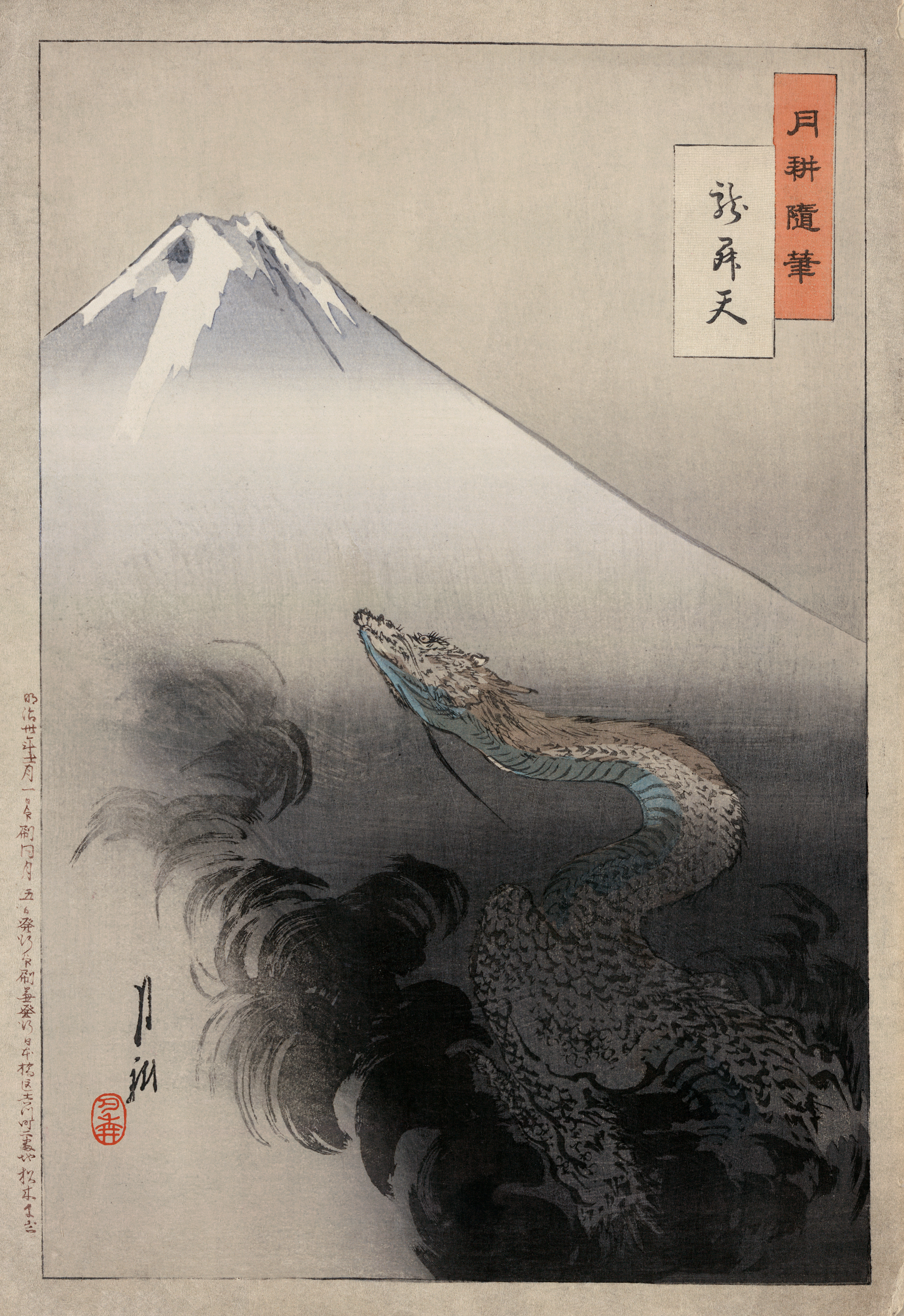
Một con rồng Nhật Bản bay về phía chân trời và hướng đến đỉnh núi Phú Sĩ trong nền ảnh in của Ogata Gekkō. Vùng đất linh hồn chịu ảnh hướng chủ yếu từ tín ngưỡng dân gian Thần đạo của Nhật.

Chủ đề của Vùng đất linh hồn chịu ảnh hưởng chủ yếu từ tín ngưỡng dân gian Thần đạo của Nhật. Địa điểm trung tâm của phim là một ngôi nhà tắm của Nhật, nơi đây tập hợp một lượng lớn các sinh vật trong tín ngưỡng dân gian Nhật Bản như kami đến tắm. Miyazaki còn trích dẫn những nghi lễ hạ chí khi dân làng gọi những loài kami địa phương của họ và mời chúng vào phòng tắm. Trong phim Chihiro cũng tiếp xúc với những loài động vật và thực vật liên quan đến kami. Miyazaki lý giải điều này, "Vào thời ông bà tôi, người ta tin rằng kami hiện hữu khắp mọi nơi – trong những cây cối, dòng sông, côn trùng, ao giếng và bất cứ thứ gì. Thế hệ của tôi không có đức tin đó, nhưng tôi thích ý tưởng là chúng ta nên trân trọng mọi thứ vì những vị thần hiện hữu ở đó – chúng ta nên trân trọng mọi thứ vì có một kiểu sống tồn tại cho những thứ như vậy". Bộ phim thường được so sánh với tiểu thuyết Alice ở xứ sở thần tiên của Lewis Carroll vì cốt truyện có những yếu tố tương đồng như cùng lấy bối cảnh trong một thế giới kỳ ảo; nội dung mang sự xáo trộn tính logic và cân bằng; có các mô-típ như thực phẩm chứa những chất chuyển hóa, dù hai mảng quá trình phát triển và chủ đề đều không được chia sẻ công khai. Trong các tác phẩm so sánh với Vùng đất linh hồn, Phù thủy xứ Oz được cho là có sự liên kết chủ đề chặt chẽ hơn.
Chủ đề chính của Vùng đất linh hồn tập trung vào nhân vật nữ chính Chihiro và hành trình ngưỡng kích thích dưới (liminal) của cô thông qua cõi linh hồn. Nguyên hình của con đường dẫn sang thế giới khác phân định tình trạng của Chihiro ở một nơi nào đó giữa trẻ con và người lớn. Chihiro còn nằm ngoài những ranh giới xã hội trong bối cảnh siêu nhiên. Trong tựa đề tiếng Nhật của phim chứa thuật ngữ "kamikakushi" (nghĩa đen là "bị các vị thần mang đi") – một niềm tin dân gian của người Nhật, gán sự mất tích bí ẩn một thời gian của trẻ em hay phụ nữ. Theo nhà nhân chủng học của Nhật Bản Kazuhiko Komatsu viết trong cuốn "Kamikakushi to Nihonjin", kamikakushi không chỉ giấu đi một con người, mà còn che giấu cả lý do thực sự sau sự mất tích đó. Việc sử dụng cụm từ kamikakushi kết hợp với tín ngưỡng dân gian liên quan đến nó trong phim đã củng cố thêm khái niệm của Komatsu của về lối đi ngưỡng kích thích dưới: "kamikakushi là một bản án 'tử hình xã hội vắng mặt' và cá nhân quay trở lại sau thời gian mất tích đồng nghĩa với việc 'tái sinh trong xã hội'".
Phù thủy Yubaba có nhiều điểm tương đồng với nhân vật người đánh xe ngựa từ phim Pinocchio, khi cách bà phù thủy này biến người thành heo giống như cách những cậu bé trong Đảo khoái lạc bị biến thành lừa. Sau khi được nhận làm tại nhà tắm, Chihiro bị Yubaba tước mất tên thật của mình, tượng trưng cho việc giết cô bé và Chihiro buộc phải tự trưởng thành. Sau đó cô bé trải qua một nghi thức chuyển tiếp (rite of passage) theo kiểu hành trình của người hùng (monomyth); để tái tạo lại tính liên tục với quá khứ của mình, Chihiro phải tạo ra một danh tính mới. Bên cạnh việc mang ý nghĩa khái quát chủ đề tuổi mới lớn, hành động tước tên của Chihiro và thay thế bằng tên mới Sen (một cách đọc khác của từ "chi", chữ cái đầu tiên của "Chihiro" trong tiếng Nhật – có nghĩa là "một nghìn") là biểu tượng của sự chú trọng đến giá trị [và là mục đích duy nhất] của chủ nghĩa tư bản, phản ánh sự khám phá điện ảnh của chủ nghĩa này và ảnh hưởng của nó lên văn hóa truyền thống ở Nhật Bản. Yubaba có phong cách ăn mặc độc đáo trong nhà tắm khi diện một chiếc váy của phương Tây và sống trong khu nhà có kiểu nội thất và bày trí từ châu Âu, đối lập phong cách tối giản kiểu Nhật trong khu nhà của các nhân viên; điều này đại diện cho ảnh hưởng của tư bản phương Tây lên Nhật Bản dưới thời Minh Trị và những thời kì sau. Thiết kế công viên chủ đề bị bỏ hoang theo kiểu Minh Trị tượng trưng cho sự thay đổi của cha mẹ Chihiro – gia đình cô đến bằng chiếc xe hơi của Audi nhập khẩu và người cha mặc một chiếc áo thun cổ bẻ của châu Âu. Khi ăn ở nhà hàng cha Chihiro trấn an cô bé rằng ông mang "thẻ tín dụng" và "tiền mặt", trước khi cả ông và mẹ cô bé bị biến thành những con heo tiêu dùng theo đúng nghĩa đen. Vùng đất linh hồn còn mang bình luận chỉ trích xã hội Nhật Bản hiện đại liên quan đến xung đột thế hệ và những vấn đề môi trường. Chihiro được xem là đại diện của shōjo – một cô gái có vai trò và tư tưởng đã thay đổi đáng kể từ thời hậu chiến tranh ở Nhật.
| “                                        | Cha mẹ Chihiro biến thành heo tượng trưng cho việc một vài người đã trở nên tham lam như thế nào. Lúc Chihiro nói rằng có điều gì đó kỳ quặc ở thị trấn này, cha mẹ cô ngay lập tức biến thành heo. Có nhiều người "biến thành heo" trong thời kì bong bóng kinh tế (xã hội tiêu dùng) ở Nhật Bản vào thập niên 1980, nhưng những người này vẫn chưa nhận ra mình đã biến thành heo. Khi có ai đó biến thành heo, họ không trở lại thành người nữa mà thay vào đó dần dần bắt đầu mang "thể xác và hồn của một con heo". Đó chính là những người nói rằng, "Chúng tôi đang khánh kiệt và không có đủ miếng ăn". Điều này không chỉ áp dụng cho thế giới kỳ ảo. Có lẽ đây không phải sự trùng hợp ngẫu nhiên và [tương tự như vậy] thực phẩm thực sự là một cái bẫy để giăng bắt những người bị lạc lối. | ” |
| — Hiyasaki, phỏng vấn với tờ Soranews24. | |   |

Ngay khi Chihiro tìm lại danh tính quá khứ của mình, đất nước Nhật Bản – vốn đang lo ngại về suy thoái kinh tế xảy ra trong thời gian phát hành phim – đã tìm cách tái liên hệ với những giá trị của quá khứ. Trong một buổi phỏng vấn, Miyazaki cũng bình luận về yếu tố hoài cổ đối với một đất nước Nhật Bản xưa cũ. Tuy nhiên, nhà tắm của những linh hồn không thể bị coi là một nơi không mơ hồ và đen tối. Rất nhiều nhân viên trong nhà tắm đối xử thô lỗ với Chihiro vì cô ấy là con người, tình trạng hối lộ cũng đang hiện hữu ở đây; nó là một nơi chứa đầy sự lạm dụng và tham lam, giống như từng được miêu tả ở phân cảnh xuất hiện đầu tiên của Vô Diện. Đối lập với hành trình và sự thay đổi đơn giản của Chihiro là cuộc vui hỗn loạn trá hình diễn ra triền miên xung quanh cô. Có hai thí dụ đề cập đến những vấn đề môi trường trong phim. Đầu tiên là chi tiết Chihiro thỏa thuận với "linh hồn hôi thối". "Linh hồn hôi thối" thực chất vốn là vị thần của một con sông, nhưng nó đã bị rác bẩn hủy hoại đến mức không ai nhận ra nó ngay ở cái nhìn đầu tiên. Nó chỉ trở nên trong sạch một lần nữa khi Chihiro dọn dẹp một lượng rác khổng lồ, bao gồm lốp xe hơi, rác và một chiếc xe đạp. Điều này ám chỉ đến hành vi gây ô nhiễm môi trường của con người và cách họ vứt rác một cách cẩu thả mà chẳng thèm nghĩ đến hậu quả và nơi rác sẽ trôi đến. Chi tiết thứ hai chính là nhân vật Haku. Haku không nhớ tên và đánh mất quá khứ của mình – đó là lý do anh bị mắc kẹt trong nhà tắm. Cuối cùng Chihiro nhớ ra anh từng là vị thần của dòng sông Kohaku vốn đã bị hủy hoại và thay thế bằng những căn hộ. Vì nhu cầu phát triển của con người mà họ đã phá hủy một phần của tự nhiên, khiến Haku thất lạc cả nhà lẫn danh tính của mình. Chi tiết trên còn có thể được so sánh với nạn phá rừng và sa mạc hóa; con người tàn phá thiên nhiên gây mất cân bằng trong hệ sinh thái và phá hủy nơi ở của động vật nhằm thỏa mãn nhu cầu có thêm nhiều không gian hơn của họ (nhà ở, trung tâm thương mại, cửa hàng...) nhưng không hề nghĩ đến việc nó có thể ảnh hưởng đến những sinh vật sống khác như thế nào. Những chủ đề phụ được biểu hiện qua Vô Diện – người phản ánh những nhân vật xung quanh gã khi học bằng ví dụ và đoạt lấy diện mạo của bất cứ ai gã tiêu thụ. Bản tính này dẫn đến sự hung hăng quái dị của Vô Diện trong nhà tắm. Khi Chihiro dùng chiếc bánh bao gây nôn để cứu Vô Diện, gã lại trở về hình dạng nhút nhát của mình. Ở cuối phim, Zeniba quyết định chăm sóc Vô Diện để gã có thể phát triển mà không chịu ảnh hưởng tiêu cực của nhà tắm. Ngoài ra Miyazaki còn giải thích rằng từ gốc tiếng Nhật tên của Vô Diện – Kaonashi là một ẩn dụ về thứ ham muốn (libido) tồn tại sâu thẳm trong mỗi con người.

## Phát hành

### Doanh thu phòng vé và phát hành chiếu rạp
Ngày 20 tháng 7 năm 2001, công ty phân phối phim Toho đã phát hành chiếu rạp Vùng đất linh hồn tại Nhật Bản; phim thu về 30,8 tỷ yên và trở thành phim điện ảnh có doanh thu cao nhất tại nước này, theo thống kê từ Hiệp hội nhà sản xuất điện ảnh của Nhật. Tác phẩm cũng trở thành phim điện ảnh đầu tiên kiếm về 200 triệu USD tại thị trường phòng vé toàn cầu trước khi chiếu mở màn tại Hoa Kỳ. Hãng Walt Disney Pictures là đơn vị chịu trách nhiệm lồng tiếng bộ phim bằng tiếng Anh dưới sự giám sát của John Lasseter từ xưởng phim Pixar. Ngày 7 tháng 9 năm 2002, bản lồng tiếng này đã ra mắt tại Liên hoan phim quốc tế Toronto và sau đó ra rạp tại Bắc Mỹ vào ngày 20 tháng 9 năm 2002. Vùng đất linh hồn nhận được sự tiếp thị ít hơn bất kì bộ phim hạng B nào khác của Disney, khi chỉ có nhiều nhất 151 rạp phim công chiếu bộ phim vào năm 2002. Sau lễ trao giải Oscar 2003, lượng rạp chiếu phim được mở rộng lên 714 rạp. Tác phẩm thu về 4 triệu USD trong tuần mở màn và cuối cùng thu về khoảng 10 triệu USD tính đến tháng 9 năm 2003.
Ở thị trường ngoài Nhật Bản và Hoa Kỳ, phim đều đạt thành công vừa phải tại Hàn Quốc và Pháp, khi lần lượt đem về 11 triệu USD và 6 triệu USD tại hai quốc gia này. Lợi nhuận thu về từ các quốc gia khác đã nâng tổng doanh thu toàn cầu của phim lên con số 347 triệu USD. Tại Argentina, phim còn nằm trong top 10 phim anime có lượng vé tiêu thụ nhiều nhất. Vùng đất linh hồn lần đầu tiên được công chiếu tại Việt Nam trong một liên hoan phim hữu nghị vào ngày 16 tháng 11 năm 2011 ở Hà Nội với nhan đề Sen và Chihiro ở thế giới thần bí, do Trung tâm Giao lưu Văn hóa Nhật Bản tổ chức trong sự kiện mang tên "Liên hoan phim hoạt hình Nhật Bản 2011 – Trải nghiệm sự cuốn hút của phim hoạt hình Nhật Bản". Bộ phim quay lại Việt Nam vào ngày 3 tháng 1 năm 2025 với nhan đề Vùng đất linh hồn tại các cụm rạp của CJ CGV trên toàn quốc, như một phần của chuỗi hoạt động trình chiếu các phim hoạt hình do Studio Ghibli sản xuất.
Sau 18 năm phát hành tại Nhật Bản, Vùng đất linh hồn được công chiếu tại Trung Quốc vào ngày 21 tháng 6 năm 2019. Trước đó, Hàng xóm của tôi là Totoro được khởi chiếu tại đây vào tháng 12 năm 2018. Lý giải cho việc bộ phim bị trì hoãn phát hành tại nước này là vì quan hệ chính trị căng thẳng giữa Nhật Bản và Trung Quốc trong quá khứ, nhưng đến nay quan hệ này dần "nguội hẳn", dù vậy những người Trung Quốc lớn lên cùng bộ phim khi nhỏ vẫn tiếp tục xem phim. Bộ phim đứng đầu phòng vé thị trường Trung Quốc trong cuối tuần đầu với doanh thu 28.8 triệu đô, vượt qua thành tích của Toy Story 4 lúc bấy giờ. Trong cuối tuần thứ hai, phim tiếp tục cán mốc 54.8 triệu đô và rơi xuống vị trí thứ hai chỉ sau Người Nhện: Xa Nhà. Tính đến  ngày 16 tháng 7 năm 2019, Vùng đất linh hồn đạt 70 triệu đô phòng vé ở Trung Quốc, đưa nó lên tổng doanh thu 346 triệu đô tính đến  ngày 8 tháng 7 năm 2019.

### Tại gia
Ngày 9 tháng 7 năm 2002, hãng Walt Disney Studios Home Entertainment lần đầu phát hành Vùng đất linh hồn trên định dạng VHS và DVD tại Nhật Bản. Ấn bản của Nhật có kèm theo các phần storyboard (một loạt các bức hình vẽ phác thể hiện sơ lược cốt truyện và bố cục chính) của phim và ấn bản đặc biệt có tặng kèm đầu thu DVD player của Ghibli. Vùng đất linh hồn đã bán được 5,5 triệu video tại gia ở Nhật Bản tính đến năm 2007 và hiện vẫn đang nắm giữ kỷ lục tiêu thụ nhiều bản sao video tại gia nhất mọi thời tại nước này. Ngày 15 tháng 4 năm 2003, Walt Disney Studios Home Entertainment cũng phát hành bộ phim trên cả định dạng VHS và DVD tại Bắc Mỹ. Sự chú ý giành được từ chiến thắng tại giải Oscar cũng khiến lượng bán đĩa của tác phẩm tăng rất mạnh. Các sản phẩm tặng kèm đĩa phim gồm có những trailer ở Nhật, một bộ phim tài liệu về quá trình làm phim phát sóng gốc trên Nippon Television, những buổi phỏng vấn với dàn diễn viên của Bắc Mỹ, một bản so sánh chọn lọc từng phần storyboard với phân cảnh trong phim và The Art of Spirited Away–một bộ phim tài liệu do nam diễn viên Jason Marsden thuyết minh.
Ngày 12 tháng 9 năm 2003, Optimum Releasing phát hành nội địa Vùng đất linh hồn tại Anh Quốc; phim sau đó được phát hành trên cả định dạng DVD và VHS, dưới dạng một ấn bản cho thuê thông qua nhà phân phối độc lập High Fliers Films PLC sau khi phim được công chiếu tại các rạp. Tác phẩm được chính thức phát hành trên DVD tại Anh Quốc vào ngày 29 tháng 3 năm 2004 và cũng do chính Optimum Releasing tiến hành phân phối. Năm 2006, Optimum tái phát hành bộ phim trong bộ đĩa sưu tập "The Studio Ghibli Collection". Phim cũng được phát hành trên định dạng Blu-ray tại Nhật Bản và Anh Quốc vào năm 2014, sau đó bản Blu-ray cũng ra mắt ở Bắc Mỹ vào ngày 16 tháng 6 năm 2015. Ngày 17 tháng 10 năm 2017, GKIDS tiếp tục tái phát hành phim trên Blu-ray và DVD.

## Đón nhận

### Đánh giá chuyên môn
Vùng đất linh hồn đã đón nhận đông đảo phản hồi tích cực từ giới phê bình. Trên hệ thống tổng hợp kết quả đánh giá Rotten Tomatoes, bộ phim nhận được 97% lượng đồng thuận dựa theo 185 bài đánh giá, qua đó đạt điểm trung bình là 8,6/10. Các chuyên gia của trang web nhất trí rằng, Vùng đất linh hồn là một câu chuyện cổ tích gây kinh ngạc, đầy mê hoặc với nét vẽ thật tráng lệ; phim sẽ khiến khán giả thêm tò mò một chút và bị cuốn hút bởi thế giới xung quanh họ". Trên trang Metacritic, tác phẩm giành số điểm trung bình rất cao là 96 trên 100 dựa trên 41 nhận xét, chủ yếu là những lời khen ngợi.
Roger Ebert của nhật báo Chicago Sun-Times chấm phim bốn trên bốn sao, đồng thời khen ngợi bộ phim cùng phần chỉ đạo của Miyazaki. Ebert còn cho rằng Vùng đất linh hồn là một trong "những bộ phim điện ảnh hay nhất năm." Elvis Mitchell của tờ The New York Times nhận xét phim rất tích cực và đánh giá cao phần hoạt hình. Mitchell còn ưu ái so sánh bộ phim với Through the Looking-Glass của Lewis Carroll, đồng thời nhận xét rằng những bộ phim của ông "tràn ngập tâm trạng buồn" và các nhân vật "làm tăng kịch tính [của phim]". Derek Elley tờ Variety nói rằng Vùng đất linh hồn "có thể gây hứng thú với thanh niên và người lớn" và đánh giá cao phần hoạt họa cùng âm nhạc trong phim. Kenneth Turan của tờ Los Angeles Times khen ngợi dàn diễn viên lồng tiếng và thấy rằng bộ phim là "sản phẩm của trí tưởng tượng mãnh liệt và dũng cảm, sở hữu sự sáng tạo không giống như bất cứ thứ gì con người từng thấy trước đây". Turan cũng đề cao vai trò đạo diễn của Miyazaki. Nhà phê bình Jay Boyar của Orlando Sentinel cũng đề cao vai trò đạo diễn của Miyazaki và nói rằng bộ phim là "lựa chọn hoàn hảo cho những đứa trẻ khi chúng phải chuyển đến nhà mới".
Năm 2010, Rotten Tomatoes xếp Vùng đất linh hồn là phim điện ảnh hoạt hình hay thứ 13 trên trang web và sau đó là thứ 17 vào năm 2012. Năm 2004, Cinefantastique liệt bộ anime là một trong "10 tác phẩm hoạt hình vô cùng quan trọng". Năm 2005, Vùng đất linh hồn xếp thứ 12 trong số những phim hoạt hình hay nhất mọi thời đại của IGN. Phim còn đứng hạng 9 trong những tác phẩm điện ảnh có lượt bình chọn cao nhất mọi thời đại trên Metacritic, qua đó trở thành phim điện ảnh hoạt hình truyền thống có lượt đánh giá cao nhất trên website này. Tác phẩm cũng đứng hạng 10 trong "100 phim điện ảnh hay nhất của điện ảnh thế giới" ("The 100 Best Films of World Cinema") của tạp chí Empire vào năm 2010.

### Giải thưởng
| Năm  | Giải thưởng                               | Hạng mục                                          | Tác phẩm/người đề cử                                                                                     | Kết quả                                       |
| ---- | ----------------------------------------- | ------------------------------------------------- | --- | --------------------------------------------- |
| 2001 | Animation Kobe                            | Giải phim điện ảnh chiếu rạp                      | Vùng đất linh hồn                                                                                        | Đoạt giải                                     |
| 2001 | Giải Blue Ribbon                          | Phim hay nhất                                     | Vùng đất linh hồn                                                                                        | Đoạt giải                                     |
| 2001 | Giải thưởng điện ảnh Mainichi             | Phim hay nhất                                     | Vùng đất linh hồn                                                                                        | Đoạt giải                                     |
| 2001 | Giải thưởng điện ảnh Mainichi             | Phim hoạt hình hay nhất                           | Vùng đất linh hồn                                                                                        | Đoạt giải                                     |
| 2001 | Giải thưởng điện ảnh Mainichi             | Đạo diễn xuất sắc nhất                            | Hayao Miyazaki                                                                                           | Đoạt giải                                     |
| 2002 | Giải Viện Hàn lâm Nhật Bản lần thứ 25     | Phim hay nhất                                     | Vùng đất linh hồn                                                                                        | Đoạt giải                                     |
| 2002 | Giải Viện Hàn lâm Nhật Bản lần thứ 25     | Ca khúc hay nhất                                  | Youmi Kimura                                                                                             | Đoạt giải                                     |
| 2002 | Liên hoan phim quốc tế Berlin lần thứ 52  | Gấu Vàng                                          | Vùng đất linh hồn                                                                                        | Đoạt giải (đồng giải với Bloody Sunday)       |
| 2002 | Cinekid Festival                          | Giải điện ảnh Cinekid                             | Vùng đất linh hồn                                                                                        | Đoạt giải (đồng giải với The Little Bird Boy) |
| 2002 | Giải thưởng Điện ảnh Hồng Kông lần thứ 21 | Phim châu Á hay nhất                              | Vùng đất linh hồn                                                                                        | Đoạt giải                                     |
| 2002 | Tokyo Anime Award                         | Phim hoạt hình của năm                            | Vùng đất linh hồn                                                                                        | Đoạt giải                                     |
| 2002 | Tokyo Anime Award                         | Chỉ đạo nghệ thuật xuất sắc nhất                  | Yôji Takeshige                                                                                           | Đoạt giải                                     |
| 2002 | Tokyo Anime Award                         | Thiết kế nhân vật xuất sắc nhất                   | Hayao Miyazaki                                                                                           | Đoạt giải                                     |
| 2002 | Tokyo Anime Award                         | Đạo diễn xuất sắc nhất                            | Hayao Miyazaki                                                                                           | Đoạt giải                                     |
| 2002 | Tokyo Anime Award                         | Âm nhạc xuất sắc nhất                             | Joe Hisaishi                                                                                             | Đoạt giải                                     |
| 2002 | Tokyo Anime Award                         | Kịch bản hay nhất                                 | Hayao Miyazaki                                                                                           | Đoạt giải                                     |
| 2002 | Tokyo Anime Award                         | Diễn viên lồng tiếng xuất sắc nhất                | Rumi Hiiragi vai Chihiro                                                                                 | Đoạt giải                                     |
| 2002 | Tokyo Anime Award                         | Đóng góp nổi bật                                  | Hayao Miyazaki                                                                                           | Đoạt giải                                     |
| 2002 | Giải Hiệp hội phê bình điện ảnh Utah      | Phim hay nhất                                     | Vùng đất linh hồn                                                                                        | Đoạt giải                                     |
| 2002 | Giải Hiệp hội phê bình điện ảnh Utah      | Đạo diễn xuất sắc nhất                            | Hayao Miyazaki Kirk Wise (bản tiếng Anh)                                                                 | Đoạt giải                                     |
| 2002 | Giải Hiệp hội phê bình điện ảnh Utah      | Kịch bản hay nhất                                 | Hayao Miyazaki Cindy Davis Hewitt (bản chuyển thể tiếng Anh) Donald H. Hewitt (bản chuyển thể tiếng Anh) | Đoạt giải                                     |
| 2002 | Giải Hiệp hội phê bình điện ảnh Utah      | Phim không có ngôn ngữ tiếng Anh                  | Nhật Bản                                                                                                 | Đoạt giải                                     |
| 2002 | Ủy ban Quốc gia về Phê bình Điện ảnh      | Phim hoạt hình hay nhất                           | Vùng đất linh hồn                                                                                        | Đoạt giải                                     |
| 2002 | Hội phê bình điện ảnh trực tuyến New York | Phim hoạt hình hay nhất                           | Vùng đất linh hồn                                                                                        | Đoạt giải                                     |
| 2003 | Giải Oscar lần thứ 75                     | Phim hoạt hình hay nhất                           | Vùng đất linh hồn                                                                                        | Đoạt giải                                     |
| 2003 | Giải Annie lần thứ 30                     | Phim hoạt hình hay nhất                           | Vùng đất linh hồn                                                                                        | Đoạt giải                                     |
| 2003 | Giải Annie lần thứ 30                     | Chỉ đạo trong một sản phẩm điện ảnh hoạt hình     | Hayao Miyazaki                                                                                           | Đoạt giải                                     |
| 2003 | Giải Annie lần thứ 30                     | Kịch bản trong một sản phẩm điện ảnh              | Hayao Miyazaki                                                                                           | Đoạt giải                                     |
| 2003 | Giải Annie lần thứ 30                     | Âm nhạc trong một sản phẩm điện ảnh               | Joe Hisaishi                                                                                             | Đoạt giải                                     |
| 2003 | Giải Critics' Choice lần thứ 8            | Phim hoạt hình hay nhất                           | Vùng đất linh hồn                                                                                        | Đoạt giải                                     |
| 2003 | Giải Sao Thổ lần thứ 29                   | Phim hoạt hình hay nhất                           | Vùng đất linh hồn                                                                                        | Đoạt giải                                     |
| 2003 | Giải Sao Thổ lần thứ 29                   | Kịch bản xuất sắc nhất                            | Hayao Miyazaki Cindy Davis Hewitt (bản chuyển thể tiếng Anh) Donald H. Hewitt (bản chuyển thể tiếng Anh) | Đề cử                                         |
| 2003 | Giải Sao Thổ lần thứ 29                   | Nhạc phim hay nhất                                | Joe Hisaishi                                                                                             | Đề cử                                         |
| 2003 | Giải Vệ tinh Vàng lần thứ 7               | Phim điện ảnh hoạt hình hoặc truyền thông kết hợp | Vùng đất linh hồn                                                                                        | Đoạt giải                                     |
| 2003 | Liên hoan phim Fantastic Amsterdam        | Giải Silver Scream                                | Vùng đất linh hồn                                                                                        | Đoạt giải                                     |
| 2003 | Christopher Award                         | Phim điện ảnh hay nhất                            | Vùng đất linh hồn                                                                                        | Đoạt giải                                     |
| 2004 | Giải BAFTA lần thứ 57                     | Phim không có ngôn ngữ tiếng Anh                  | Vùng đất linh hồn                                                                                        | Đề cử                                         |